# Max Bolkart
Max Bolkart (* 29. Juli 1932 in Oberstdorf; † 26. April 2025 ebenda) war ein deutscher Skispringer, der für die BRD startete und dessen größter Erfolg der Gewinn der Vierschanzentournee im Jahr 1960 war.

## Leben
In jungen Jahren plante Bolkart, alpine Skirennen zu fahren, was aufgrund seiner schmächtigen Statur jedoch nicht gelang. 1947 hörte er davon, dass Skispringer gesucht wurden und bekundete erfolgreich Interesse.
In den Jahren 1956, 1957, 1958 und 1964 gewann Bolkart die BRD-Meisterschaften. Bei den Olympischen Winterspielen 1956 wurde er und 1960 Sechster. Bei den Nordischen Skiweltmeisterschaft 1962 in Zakopane kam er am 25. Februar auf der Großschanze auf Rang 9.
Als Höhepunkt seiner sportlichen Laufbahn gilt der Sieg bei der internationalen Vierschanzentournee 1959/60, bei der er mit Ausnahme von Bischofshofen alle Springen gewann. Er war erster westdeutscher Sieger in diesem Wettkampf. Die Zuschauer waren in den Zeiten des Kalten Krieges sehr stolz auf den Oberstdorfer, hatte er es doch geschafft, die Tournee-Siegesserie des damals dominierenden DDR-Skispringers Helmut Recknagel zu unterbrechen. Aufgrund des politischen Flaggenstreits nahmen an dieser Tournee jedoch weder die Springer der DDR, noch jene aus Polen, der Sowjetunion und der Tschechoslowakei teil; die Norweger und die besten finnischen Springer fehlten aufgrund der Vorbereitung auf die Olympischen Winterspiele 1960.
Später engagierte sich Max Bolkart im Familienbetrieb, dem Hotel Freiberg in Oberstdorf.

## Weitere Erfolge
- Rang 3 beim Skifliegen am Kulm am 4. März 1962[4]

## Ehrungen
- 2002 verlieh ihm Bundespräsident Johannes Rau das Silberne Lorbeerblatt.
- Bundesverdienstkreuz am Bande (6. Mai 1977)[5]